# Wspólny mianownik (album)
Wspólny mianownik – album studyjny polskiego rapera i producenta muzycznego Vienia oraz zespołu rapcore'owego Way Side Crew. Wydawnictwo ukazało się 1 czerwca 2011 roku nakładem Dream Music/Spook Records. Gościnnie na płycie wystąpili Łona, Sobota, Diox, Hades, Pelson i Koras.
Na płycie znalazły się nowe aranżacje piosenek pochodzących z debiutu solowego Vienia Etos 2010 i jedna z albumu Nigdy nie mów nigdy grupy Molesta Ewenement z 2006 roku („Dla społeczeństwa”), a także dwie nowe kompozycje „To on” i „Potwór”. Do tej ostatniej powstał również teledysk. Drugi obraz promujący został zrealizowany do utworu „Na wszelki wypadek”. Był to pierwszy album na którym Vienio wystąpił również jako wokalista.

## Lista utworów
Opracowano na podstawie materiału źródłowego.
1. „Potwór”
2. „Różnice” (gościnnie: Łona)
3. „Da się nie da się”
4. „Niektórzy z nas”
5. „Gril te sprawy...” (gościnnie: Sobota)
6. „Undergraund” (gościnnie: Diox)
7. „To on”
8. „Nowe bloki” (gościnnie: Hades)
9. „Na wszelki wypadek”
10. „Dla społeczeństwa” (gościnnie: Pelson, Koras)